# 1504 Lappeenranta
Lappeenranta (asteróide 1504) é um asteróide da cintura principal com um diâmetro de 12,7 quilómetros, a 2,0190782 UA. Possui uma excentricidade de 0,1585168 e um período orbital de 1 357,54 dias (3,72 anos).
Lappeenranta tem uma velocidade orbital média de 19,22821232 km/s e uma inclinação de 11,04154º.
Esse asteróide foi descoberto em 23 de Março de 1939 por Liisi Oterma.